# Sergeý Kazankow
Sergeý Walentinowiç Kazankow, ros. Сергей Валентинович Казанков, Siergiej Walentinowicz Kazankow (ur. 26 czerwca 1957, Turkmeńska SRR) – turkmeński piłkarz pochodzenia rosyjskiego, grający na pozycji napastnika lub pomocnika, trener piłkarski. Posiada też rosyjskie obywatelstwo.

## Kariera klubowa
Wychowanek Szkoły Sportowej Stroitel Aszchabad. W 1974 rozpoczął karierę piłkarską w klubie Stroitel Aszchabad, który potem zmienił nazwę na Kolhozçi. W 1982 został piłkarzem Kołosu Nikopol, skąd został zaproszony do Dnipra Dniepropetrowsk. W następnym roku powrócił do Kołosu Nikopol. W 1985 w rundzie wiosennej ponownie grał w Kolhozçi Aszchabad, a potem znów bronił barw Kołosu Nikopol. Latem 1987 przeszedł do Ahal-TsOP Ak-Daşaýak. W roku 1990 zaprzestał aktywną działalność piłkarską. Pracował jako taksówkarz w Aszchabadzie, również występował w amatorskich mistrzostwach Turkmeńskiej SRR w drużynie TSHT Aszchabad. W 1992 roku z TSHT debiutował w Wyższej lidze Turkmenistanu, w której z pierwszych rund objął prowadzenie wśród najlepszych strzelców. Po zakończeniu sezonu otrzymał tytuł króla strzelców mistrzostw sezonu 1992 roku - 41 goli. W 1994 występował w Babadaýhan FK, w którym zakończył karierę piłkarza.

## Kariera trenerska
Jeszcze będąc piłkarzem rozpoczął pracę szkoleniowca. W 1991 łączył funkcje trenerskie i piłkarskie w Ahal-TsOP Ak-Daşaýak. Potem pracował w sztabie szkoleniowym rodzimego klubu Köpetdag Aszchabad, a w 1999 razem z Rawil Menzeleýew stał na czele klubu. W maju 2008 został zaproszony do Akademii Piłkarskiej w Krasnodarze.

## Sukcesy i odznaczenia

### Sukcesy piłkarskie
Kołos Nikopol
- brązowy medalista Pierwoj ligi ZSRR: 1982

### Sukcesy trenerskie
Köpetdag Aszchabad
- zdobywca Pucharu Turkmenistanu: 1998/99

### Sukcesy indywidualne
- król strzelców Mistrzostw Turkmenistanu: 1992 (41 goli)

### Odznaczenia
- tytuł Mistrza Sportu